# Marie Isabelle
Pour les articles homonymes, voir Isabelle et Simonin.
Marie Isabelle, née Marie Stéphanie Simonin le 16 mai 1810 à Metz et morte le 15 septembre 1875 dans le 7e arrondissement de Paris, est une dresseuse de chevaux et femme d'affaires française.

## Biographie
Fille de cordonnier, Marie Stéphanie Simonin naît à Metz en 1810,. Modiste puis figurante au théâtre du Gymnase, elle épouse à Londres, le 17 septembre 1836, un fonctionnaire du ministère de l'Instruction publique, Étienne Isabelle,.
Marie Isabelle invente en 1854 une méthode de dressage de chevaux utilisant le surfaix, qu'elle baptise « surfaix-cavalier »,. Elle en dépose le brevet le 22 mars à Paris.
Elle l'enseigne à l'école de cavalerie de Saumur de novembre 1854 à avril 1855, puis à l'école de cavalerie de Maidstone Barracks au Royaume-Uni à partir de 1856, année de la mort de son mari.
En 1874, alors établie à Châteauroux, elle retrouve, en vertu de l'article 18 du Code civil, la nationalité française que l'annexion de l'Alsace-Moselle par l'Allemagne lui avait fait perdre.
Elle meurt d'une méningite le 15 septembre 1875, au 42 rue de Sèvres à Paris, dans un hôpital temporaire.

## Publications
- Isabelle Marie madame, née Simonin, Surfaix, dit surfaix cavalier, pour le dressage des chevaux, et son mode d'application, Paris, 22 mars 1854, 3 p.[8]
- Marie Isabelle, Surfaix Cavalier, a New System of Breaking-in and Training Horses, Londres, Bosworth et Harrison, 1856
- Marie Isabelle, Dressage par le surfaix-cavalier des chevaux de cavalerie, d'attelage et de course en six et douze leçons, nouvelle méthode, Paris, Plon, 1858, lire en ligne sur Gallica